# Fokker D.III
El Fokker D.III, designado por Fokker como M.19,  era un avión de caza, monoplaza, alemán, de la Primera Guerra Mundial. Fue el último diseño de primera línea de Fokker en utilizar el  alabeo de las alas para el control de balanceo como se diseñó originalmente, antes de que los alerones fueran introducidos en los diseños de combate de Fokker.

## Diseño y desarrollo

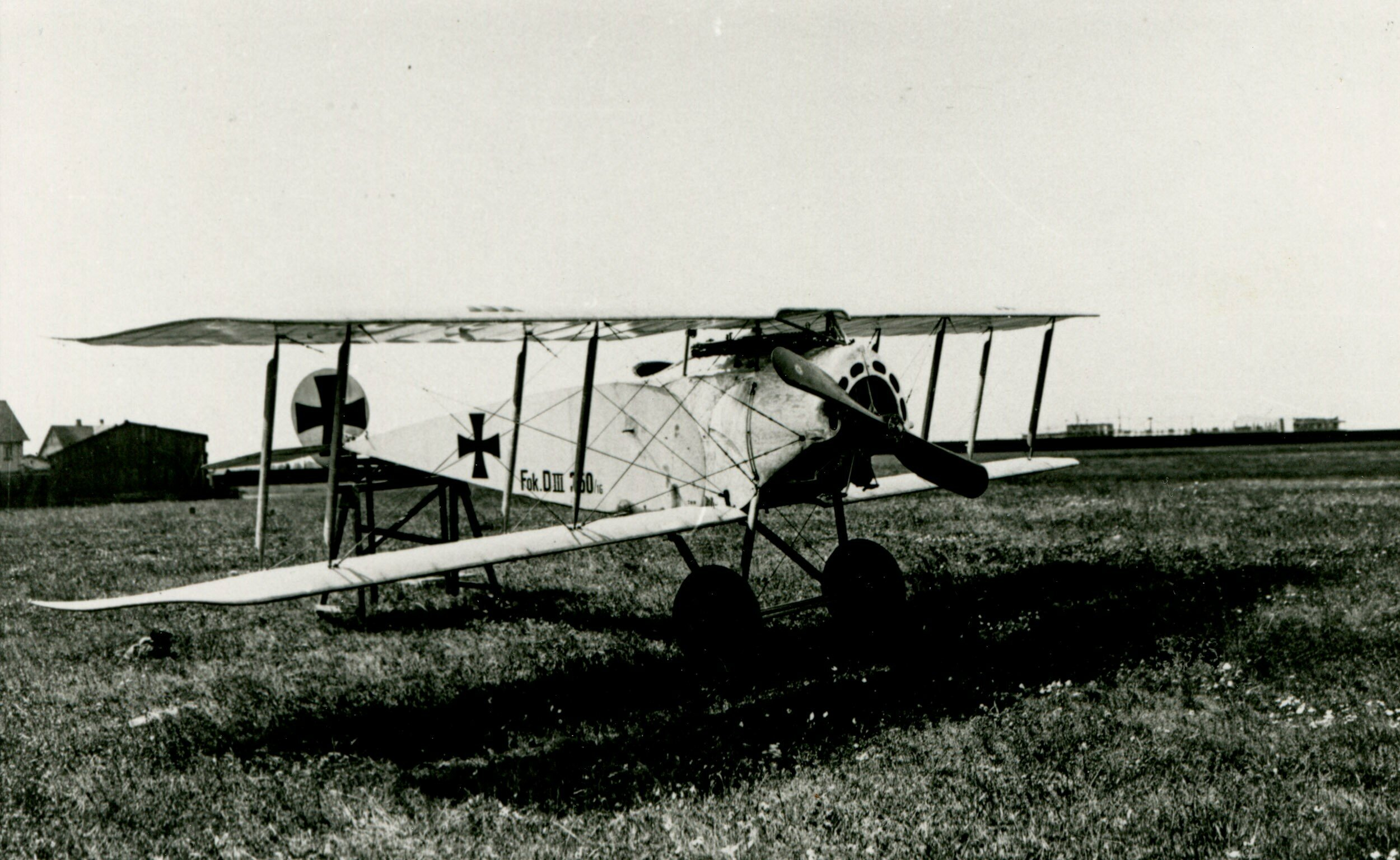
Prototipo Fokker D.III (M19).

El M.19 comenzó como un esfuerzo por mejorar el rendimiento del Fokker D.II, con designación del fabricante «Fokker M.17». El M.19 contaba con el motor rotativo de dos hileras  U.III de 14 cilindros, combinado con la célula de ala de dos «bahías» del Fokker DI. El motor U.III, utilizado por primera vez en el Fokker E.IV, requería un montaje de proa y popa revisado y un fuselaje reforzado. El prototipo «M.19» llegó a Adlershof para su prueba el 20 de julio de 1916. Idflieg emitió una orden de producción para 50 aviones en ese momento, seguido de pedidos de 60 aviones adicionales en agosto y 100 en noviembre. El nuevo avión fue designado «D.III» por Idflieg.

## Historial operacional

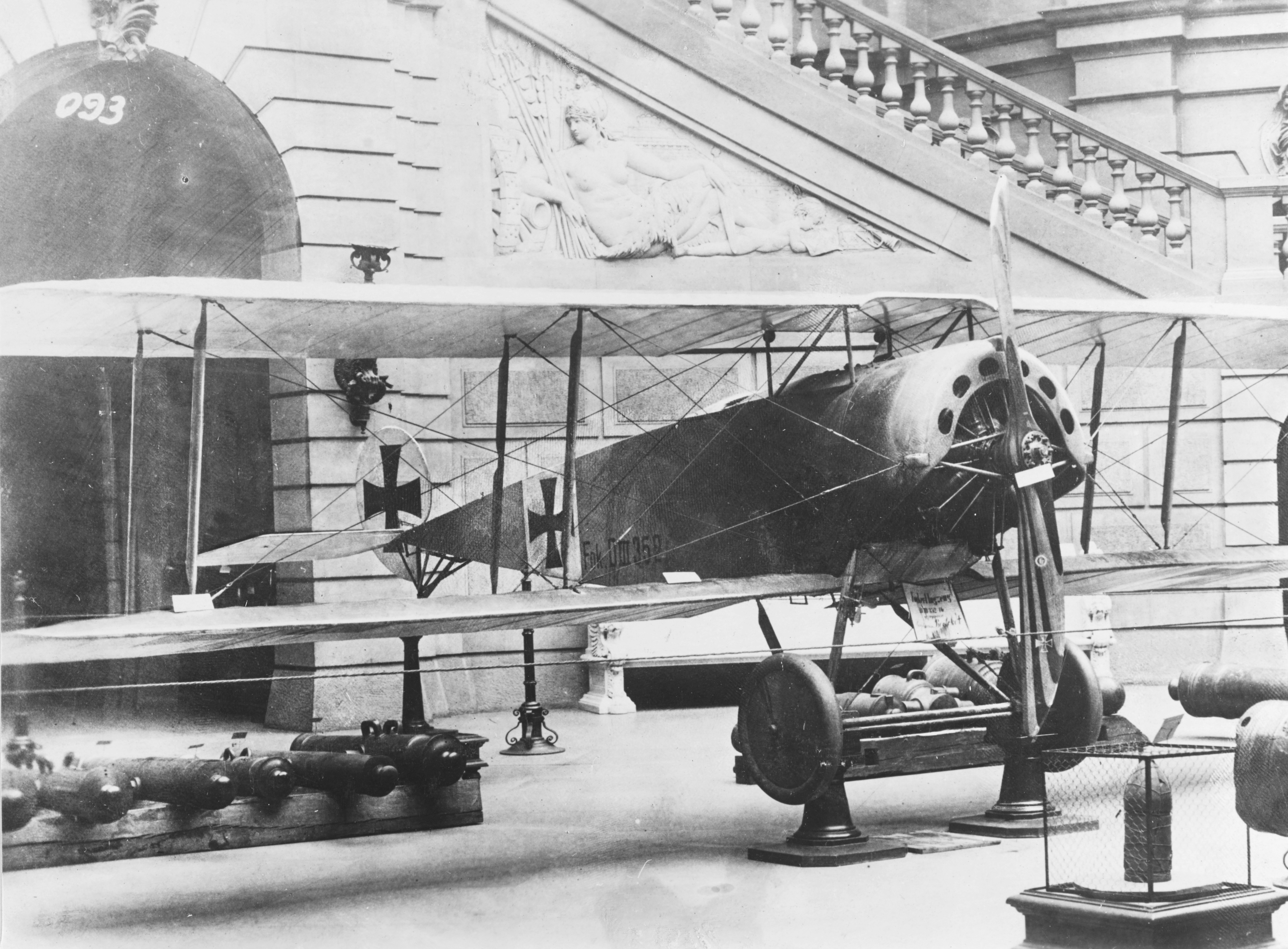
Un Floker D.III pilotado por el as de los cazas Oswald Boelcke

Los primeros siete aviones de producción se entregaron el 1 de septiembre de 1916. [3] En esa fecha, dos aviones «D.III» fueron transportados desde Armee Flug Park 1 a Jagdstaffel 2 en Bertincourt. [4] Oswald Boelcke recibió la serie 352/16 y obtuvo siete victorias entre el 2 de septiembre y el 15 de septiembre. [5]
Mientras que el «D.III» ofreció un mejor rendimiento que el «DI» y el «D.II», Boelcke, sin embargo, encontró que el D.III era demasiado lento. [6] [7] El D.III estaba molestado de su motor U.III, que se desgastó rápidamente y fue difícil de fabricar. [8] La baja compresión resultó en un bajo rendimiento en la altitud [9] y el enfriamiento de la fila trasera de los cilindros resultó problemático. Además, la D.III ofrecía una maniobrabilidad indiferente. [10] Por recomendación de Boelcke, el D.III fue retirado de sectores fuertemente disputados del Frente Occidental, pero continuó sirviendo en sectores más tranquilos. [6]
A principios de octubre de 1916, la evaluación del prototipo «M.21» de Fokker en Adlershof reveló una construcción y mano de obra deficientes. [3] En respuesta, Idflieg ordenó que una producción D.III se probara con fines de control de calidad. [3] En noviembre de 1916, la serie «369/16» fue desmontada y probada para su destrucción en Adlershof. [11] Si bien las alas demostraron ser aceptables, las superficies del fuselaje y la cola no cumplieron con las especificaciones. [3] [11] Idflieg reprendió a Fokker por las prácticas de construcción deficientes de su empresa, pero permitió que la producción de «D.III» continuara. [3] El Kogenluft, sin embargo, prohibió el uso de aviones Fokker para tareas de primera línea. [3]
Fokker construyó 210 aviones «D.III» en su fábrica de Schwerin antes de que cesara la producción en la primavera de 1917. Los aviones de producción tardía reemplazaron el sistema de alabeo de ala con alerones de bocina en el ala superior. Aunque no era adecuado para el servicio de primera línea, el «D.III» continuó sirviendo en unidades de defensa domésticas hasta finales de 1917. [6] En octubre de 1917, Alemania suministró 10 «D.III» a los Países Bajos. [12] Estas aeronaves permanecieron en servicio con el Luchtvaartafdeling hasta 1921.
El «D.III» de Boelcke, con número de serie 352/16, sobrevivió a la guerra y se exhibió en el museo Zeughaus en Berlín. El avión fue destruido por un bombardeo aliado en 1943. [5]

## Operadores
Imperio Alemán
- Luftstreitkräfte

- Luchtvaartafdeling

## Especificaciones

### Características generales
- Tripulación: un piloto
- Longitud: 6.30 m (20 pies 8 pulg.)
- Envergadura: 9.05 m (29 pies 8 pulg.)
- Altura: 2.55 m (8 pies 4 in)
- Área del ala: 20.0 m² (215 pies² )
- Peso en vacío: 430 kg (948 lb)
- Peso bruto: 710 kg (1565 lb)
- Central de potencia: 1 × Oberursel U.III, 120 kW (160 CV)

### Actuación
- Velocidad máxima: 160 km / h (100 mph)
- Rango: 220 km (137 millas)
- Techo de servicio: 4,700 m (15,420 ft)
- Velocidad de ascenso: 4,8 m / s (940 ft / min)

### Armamento
2 × ametralladoras Spandau 7.92 mm (.312 in) lMG 08  [13]